# Emocjonalny terror
Emocjonalny terror – czwarty album zespołu Tilt wydany w 2002 roku przez wytwórnię Music Corner.

## Lista utworów
1. „Cicho, cicho oddychasz, śpiąc” – 2:16
2. „Miassto fcionga” – 3:15
3. „Emocjonalny terror” – 4:33
4. „Co się stało w tym kraju nad Wisłą?” – 3:12
5. „Niczego nie chcę więcej” – 3:38
6. „Musisz zawsze wierzyć w siebie” – 4:30
7. „Ostatnia piosenka o miłości” – 3:59
8. „Za zamkniętymi drzwiami” – 2:15
9. „Pozytywna” – 4:12
10. „Całkiem coś innego” – 3:18
11. „Westchnienie z Ciszy” – 3:37
12. „Tego biznesu...” – 3:32

## Skład
- Tomasz Lipiński – wokal, gitara
- Franz Dreadhunter – gitara basowa
- Tomasz Czulak – perkusja
- Piotr „Lala” Lewicki – gitara